# 마라티어 위키백과

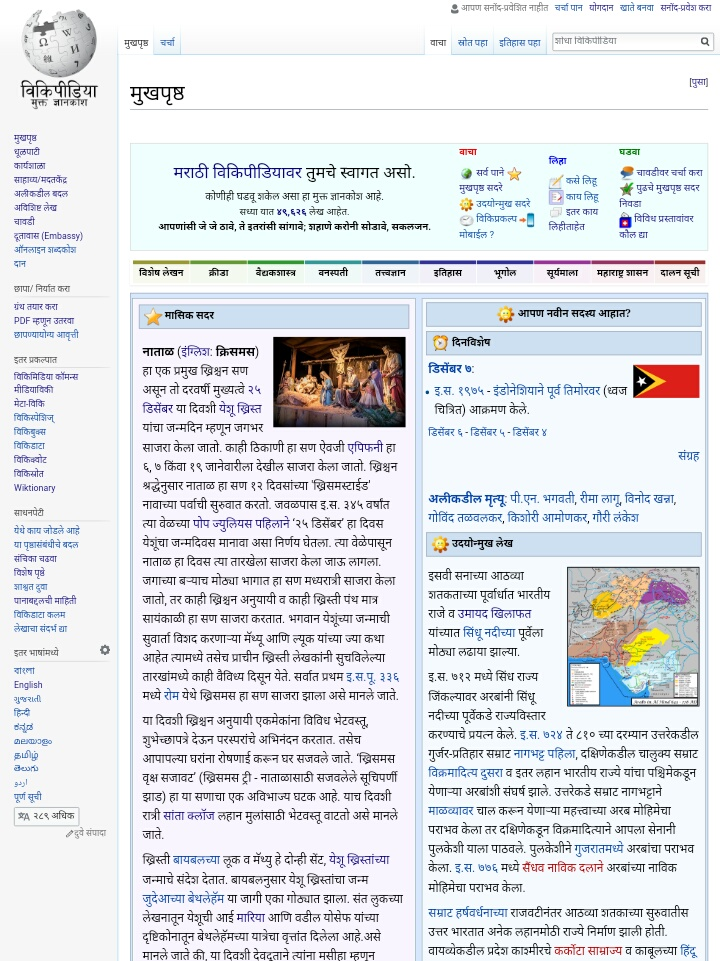

마라티어 위키백과는 마라티어로 운영되는 위키백과 언어판이다. 2008년에 시작되었다.기호는 mr이다.